# ارژنگ (نگارنامه)

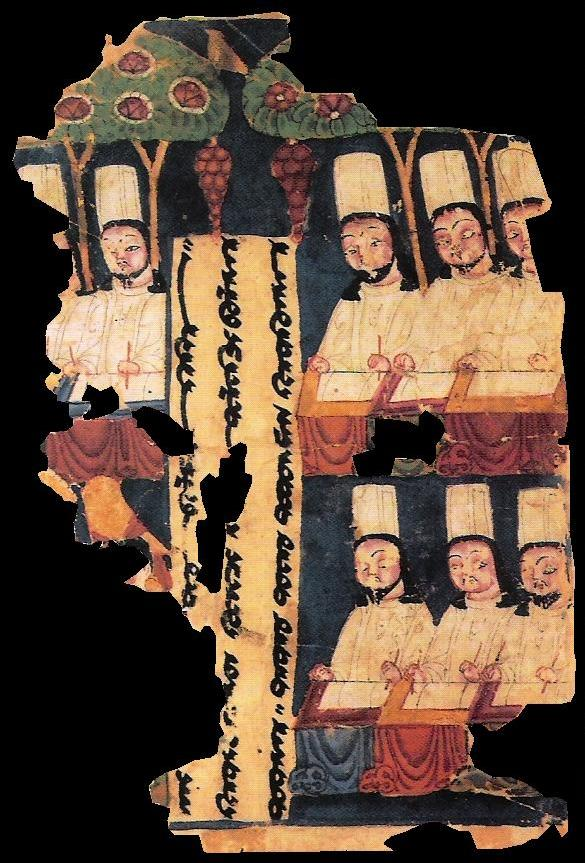
نوازندگان و رامشگران، برگی از یک کتاب مصور مانوی متعلق به سده ۸ یا ۹ میلادی در تورفان (به خط سغدی)

ارژنگ، ارتنگ یا آردهنگ نام نگارنامه یا کتاب مصوری است که مانی یکی از پیامبران ایرانی در سدهٔ ۳ میلادی و در دورهٔ ساسانیان خلق کرده و او به‌ موجب آن پیامبری خود را آغاز کرد. وی در این کتاب برای نشان دادن آموزش‌های بنیادین خود و عقایدش دربارهٔ نظام خلقت از نقاشی استفاده کرده است تا فهم عقاید او برای پیروانش آسان باشد. در واقع این نقاشی‌ها درونمایهٔ متن کتاب دیگر مانی به نام انجیل زنده را به تصویر کشیده‌اند. در این تصاویر دو جهان روشنی و تاریکی و همچنین آفرینش جهان کنونی به نمایش درآمده بودند. وی همچنین تفسیری بر آن نوشته بود که آردهنگ وِفراس نام داشت.
به‌رغم اشاعهٔ شگرف یک سنت هنری از سوی مانویان، امروز هیچ‌یک از اسناد هنری مانوی از میان‌رودان و مصر، که دو مرکز مهم آیین مانوی در آغاز سده‌های ظهور آن به‌ شمار می‌رفتند، به‌ دست ما نرسیده‌ است، اگرچه نسخه‌ای از ارژنگ تا سدهٔ ۱۱ میلادی در کتابخانهٔ غزنی وجود داشته است. تنها نقاشی‌هایی که امروز از پیروان مانی باقی مانده دیوارنگاره‌ها و نگارگری‌ها است که بیشترشان در بین سده‌های ۹ تا ۱۲ میلادی و در درخشان‌ترین دورهٔ شهریاری اویغورهای مانوی خلق شده‌اند و از تورفان ناحیه‌ای در آسیای مرکزی واقع در غرب چین به‌دست آمده‌اند. نقاشی‌های تورفان در عین آن‌که نگه‌دار یک سنت است، ویژگی‌های بومی را نیز پذیرفته است. مینیاتورها و خوش‌نویسی‌های تذهیب‌شده تورفان اکنون در موزهٔ هنر هندی برلین نگهداری می‌شوند. این نقاشی‌ها تنها گوشهٔ باریکی از خلاقیت هنری این کیش جهانی از میان‌رفته را باز می‌نمایانند.
میرخواند آورده که بنا به روایات ایرانی، مانی پیش از آن‌که نگارنامهٔ خود را به پایان برد، یک سال در غاری به سر برد. پس از آن، اثری درآورد که هرکس را که بدان می‌نگریست، متحیر می‌کرد. مانی مدعی بود که آن را همچون برهان نبوت خود از آسمان آورده است.

## سبک شناسی تصاویر
مانی در خانواده‌ای اشکانی در سمت باختری ایران به دنیا آمد و سبک و هنر نقاشیهای میانرودانی و اشکانی بر هنر وی بی تاثیر نبود. با مهاجرت مانی به خاور ایران و استقرار در تورفان، هنر تصویری چینی و بودایی با هنرش پیوند داده شد و رنگ و بوی و حالتی محلی گرفت. پس میتوان گفت، با اینکه تصاویر کتاب مانی ریشه اصلی‌شان ساسانی، اشکانی بود اما در هر مکان که کتاب ارژنگ تولید می‌شد، از هنر محلی آنجا تاثیر می‌گرفت. رنگهای اصلی در تصاویر معمولا لاجوردی، آبی، سرخ و نارنجی بودند که در پس زمینه کار به صورت تخت کار می‌شدند. شخصیت های اصلی در تصاویر معمولا به حالت گل لوتوس نشسته‌اند که شاید بتوان گفت ریشه در فیگورهای بودا دارد. احتمال میرود انسان های به تصویر کشیده شده در تصاویر پیرو الگوی نژادی خاصی بودند که قدی کوتاه و سر های بزرگی داشتند. خطوط منحنی از عناصر اصلی تشکیل دهنده کتاب مانی است که در نقوش، جامه پردازی و گیاهان به خوبی دیده می شود.  

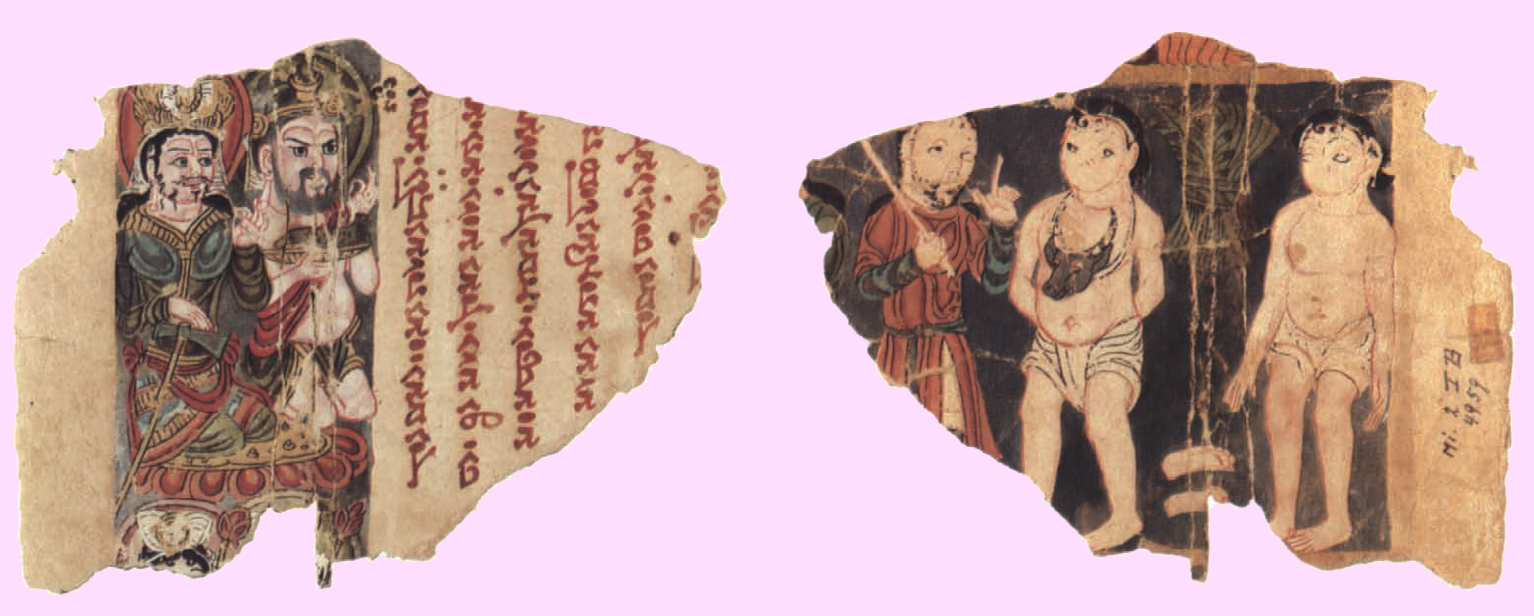
بخشی از تصویر کتاب مانی، تورفان، سده ۸ میلادی

کتاب مانی به عقیده برخی از تاریخ‌نگاران و تاریخ‌دانان ، سرمنشا نگارگری ایرانی است چراکه بعد از حمله ترکان سلجوقی، کتاب مانی به سوی غرب ایران راه یافت و بر تولیدات و کارآگاه های کتاب سازی دوره عباسیان تاثیر بسیاری داشت.